# جورج حنا
جورج حنا (انگلیسی: George Hanna؛ ۱۳ مه ۱۹۲۸ – ۳ مهٔ ۲۰۱۹) بازیکن بسکتبال اهل عراق بود.